# Възнесение Господне (Баница)
„Възнесение Господне“ е православен храм във врачанското село Баница, България, част от Врачанската епархия на Българската патриаршия.

## История
До построяването на храма за църква в селото е използвана стая в училището. Църквата е завършена в 1885 година на най-високото място, близо до изворите в центъра, което е най-старото гробище. Храмът е еднокорабен, като архитект е тревненският майстор Къньо Сланов. В 1891 година за зографията на храма срещу 1300 лева е условен дебърският майстор Велко Илиев, който изписва храма. Иконостасът, владишкият трон и резбата по прозорците са дело на братята Енчо и Иван от Трявна. Царските двери и страничните двери са на Нестор Илиев, брат на Велко.
В двора на църквата е погребан видният охридски общественик и свещеник Наум Мешков, служил като свещеник в църквата от 1918 до 8 септември 1935 година, когато се пенсионира.
- Икони на Велко Илиев
- „Св. св. Кирил и Методий“, 1887
- „Свети Архидякон Стефан“
- „Свети Георги“
- „Възнесение Господне“, 1888
- „Света Богородица с Иисус Христос“
- „Иисус Христос“
- „Свети Йоан Предтеча“
- „Архангел Михаил“
- „Свети великомъченик Димитър“
- „Света Богородица с Иисус Христос“, 1892
- „Свети Безсребреници Козма, Пантелеймон и Дамян“, 1892